# Makro (software)
Makro (od „macroinstruction“ z řeckého slova „μακρό“ – „velké“ nebo „daleko“) je v informatice definice pravidla, jak bude vstupní posloupnost transformována na výstupní posloupnost (znaků, akcí, výpočtů a podobně). Tuto transformaci označujeme jako substituci nebo expanzi makra. Původní termín byl zaveden překladači jazyka symbolických adres, kde programátor může pomocí makra zaměnit dlouhou sekvenci příkazů jediným krátkým výrazem (makrem).

## Kancelářský balík
V kancelářských balících (Microsoft Office, LibreOffice a podobně) označuje makro posloupnost akcí, funkcí nebo příkazů, které usnadňují určitou činnost (např. v programech Microsoft Word a LibreOffice Calc). Používají se většinou jako posloupnost kroků při výpočtech, úpravách textu a podobně. Jednoduchým příkladem může být makro pro odstranění speciálních znaků tabulátor a odřádkování nebo makro aktivující určitou akci po stisknutí vybrané kombinace kláves.

## Programování
V programovacích jazycích (jazyk C nebo C++) jsou makra nepostradatelnou pomůckou, která je implementována na úrovni preprocesoru jazyka C (cpp). Makra slouží k definování symbolů využitelných při podmíněném překladu, ale i k definování komplikovaných sekvencí, které jsou následně volány v zápisu zdrojového kódu. Výhodou maker je, že jejich předefinováním se při překladu zdrojového kódu automaticky zamění všechny jejich výskyty, což minimalizuje chyby, které by přinesly mnohanásobné editace kódu. Použití makra také může ušetřit režii spojenou s voláním funkce. Nevýhodou je slabší typová kontrola a případné vedlejší efekty při nesprávném použití maker. Z tohoto důvodu se doporučuje upřednostňovat před makry inline-funkce.
Makra jsou texty, které se dají představit jako zdrojové kódy. Ovšem jako se zdrojovými kódy se s nimi pracuje až po zpracování preprocesoru. V mnoha implementacích C-jazyka je preprocesor C-jazyka implementován jako samostatný program, v operačním systému Linux jej lze obvykle volat pod názvem cpp (C Pre Processor). Tento program nahrazuje ve zdrojovém kódu identifikátor makra jeho obsahem, tj. rozvojem textu makra. Při rozvoji makra se v textu makra provádí substituce formálních parametrů makra za texty uvedené v závorce při volání makra.
Preprocesor je volán překladačem, nebo je přímo jeho součástí. Preprocesor odstraní ze zdrojového kódu komentáře a nahradí makra, které jsou ve zdrojovém kódu. Například když zapíšete do zdrojového kódu #include <stdio.h>, pak preprocesor vloží na místo tohoto řádku hlavička standardní knihovny <stdio.h>. Všechny direktivy preprocesoru C-jazyka začínají znakem #.
Direktiva preprocesoru musí být vždy první na novém řádku. Před ní mohou být maximálně jen „bílé znaky“ (tabulátor, mezera, …). Direktiva končí s koncem řádku. Pokud chcete pokračovat na novém řádku, pak před „konec řádku“ napište zpětné lomítko.
Podle normy ANSI C existují následující makra, které musí každý preprocesor jazyka C znát. Standardní makra preprocesoru začínají a končí dvěma podtržítky.
| Makro         | význam                               | datový typ     |
| ------------- | ------------------------------------ | -------------- |
| __cplusplus__ | Určuje, zda byl použit překladač C++ | int (1 nebo 0) |
| __STDC__      | Určuje, zda překladač splňuje ANSI C | int (1 nebo 0) |
| __LINE__      | Pořadové číslo aktuálního řádku      | int            |
| __FILE__      | Jméno aktuálního vstupního souboru   | string         |
| __TIME__      | Čas spuštění preprocesoru            | string         |
| __DATE__      | Datum spuštění preprocesoru          | string         |

Existují i implementačně závislá makra, která jsou definována jen na některých OS a v některých preprocesorech jazyka C. Například makro __linux__ se může hodit ke zjištění, zda program překládáme v linuxu.
| Makro       | význam                                         | datový typ     |
| ----------- | ---------------------------------------------- | -------------- |
| __linux__   | Určuje, zda je zdrojový kód překládán v Linuxu | int (1 nebo 0) |
| __unix__    | Obdobně jako linux                             | int (1 nebo 0) |
| __MSDOS__   | Verse DOSu                                     | string         |
| __i386__    | Určuje, zda jde o procesor z řady i386         | int (1 nebo 0) |
| __VERSION__ | Verze překladače GNU C                         | string         |

Existují dva typy maker:

### Makra bez parametrů
Používají se pro definici konstant, kdy se místo konstanty používá nějaké specifické slovo. Používané pravidlo v tomto případě je psát identifikátor makra bez parametru velkými písmeny.
Kromě standardních maker se dají vytvářet vlastní makra. Jejich užívání je velmi rozšířené, například je lze použít pro definování počtu prvků pole. Takové makro se pak používá v celém zdrojovém kódu a při změně počtu prvků pole stačí změnit jen makro. Makro se definuje za direktivou #define a lze jej zrušit direktivou #undef.
```
#define NAZEV makro

 zdrojový kód kde makro používáme
```

```
#undef NAZEV

 zde už makro není definované
```

Zápis takového makra pak vypadá:
```
 
#define identifikator_makra text_vlozeneho_makra
```

Volání takového makra pak vypadá:
```
 
Identifikator_makra
```

### Makra s parametry
Makra mohou mít také argumenty. Jsou uzavřeny v kulatých závorkách za jménem makra a pokud je více než jeden argument, jsou odděleny čárkou.
Mezi jménem makra a závorkou obsahující argumenty nesmí být mezera.
```
#define NAZEV(argument1, argument2, …)
```

Obsahují formální parametry, se kterými se v textu makra dále pracuje. Často se používají namísto funkcí. Rozdíl mezi makry a funkcí je ten, že makra jsou rychlejší a za formální parametry mohou být načteny i hodnoty libovolných datových typů. Používané pravidlo je psát identifikátor malými písmeny.
Zápis takového makra pak vypadá:
```
 
#define identifikátor_makra(seznam formálních parametru) text_vlozeneho_makra
```

Volání takového makra pak vypadá:
```
 
identifikátor_makra(seznam skutečných parametrů)
```

## Alternativní jazyky
Některé jazyky, jako třeba PHP, mohou být vloženy do libovolného textového formátu, nebo zdrojových kódů jiných jazyků. Mechanismus, kterým se rozpozná kód jazyka (např. v již zmíněném php: <?php a ?>) je podobný jako textové makro jazyka. Ale existují mnohem silnější plnohodnotné jazyky.